# Women's Aid Organisation
Women's Aid Organisation (WAO) é uma organização feminista na Malásia. Foi fundada em 1982 e luta pelos direitos humanos das mulheres na Malásia e está desempenhando um papel fundamental no movimento pelos direitos das mulheres A organização tem três centros: casa para abrigar mulheres vítimas de violência, um orfanato e um escritório.